# 迈克尔·查普曼
迈克尔·克劳福德·查普曼（英語：Michael Crawford Chapman，1935年11月21日—2020年9月20日），美国电影摄影指导、导演。新好萊塢電影代表人物之一，曾两次获奥斯卡最佳摄影奖提名。主要合作导演为马丁·斯科塞斯和伊万·雷特曼。

## 生平
1935年生于纽约，在波士顿附近的韋爾斯利长大。他毕业于哥伦比亚大学，主修英语。随后，他曾短暂在美国中西部的伊利·拉卡瓦纳铁路工作，同时在陆军服役。复员后，他靠着岳父约瑟夫·布朗的关系，迈入了电影行业。
1965年，约瑟夫·布朗为电影《谁杀了泰迪熊》担任摄影指导，查普曼担任他的摄影助理。随后，他作为助理和相机操作员参加了《教父》、《大白鲨》等经典影片的拍摄。1970年代中期，他开始独立担任摄影指导，与导演马丁·斯科塞斯合作了《出租车司机》和《愤怒的公牛》等电影。其中1980年上映的《愤怒的公牛》以黑白胶片拍摄而成，采用大量手持摄影，获得奥斯卡最佳摄影奖提名。1993年，查普曼凭借《亡命天涯》第二次获得奥斯卡最佳摄影奖提名，但最终输给了《辛德勒的名单》的摄影指导亚努斯·卡明斯基。1995年，他加入美国电影摄影师协会，2004年获该协会授予的终身成就奖。
在担任摄影指导的同时，他也作为导演执导了几部电影，最有名的是1983年上映的《步步登天》，由湯姆·克魯斯主演。1987年，他与马丁·斯科塞斯合作，为迈克尔·杰克逊的歌曲《Bad》制作了18分钟的短片，作为音乐录影带。
1990年左右，他还尝试拍摄了一些喜剧片《魔鬼剋星2》和《魔鬼孩子王》。此后，他的主要摄影指导作品有《空中大灌籃》、《一級恐懼》、《六天七夜》、《地球再發育》等。2007年，在拍完奇幻电影《寻找仙境之桥》后，他宣布封镜退休。2016年，他在第24届Camerimage電影攝影藝術國際影展收获终身成就奖。
2020年9月20日在洛杉矶的家中因心臟衰竭逝世，终年84岁。